# Cleòpatra de Macedònia (princesa)
|  | Per a altres significats, vegeu «Cleòpatra de Macedònia». |

Cleòpatra (356 aC-308 aC) fou princesa de Macedònia i regent de l'Epir. Era filla de Filip II de Macedònia i d'Olímpies i germana d'Alexandre el Gran. Es va educar a Pella.
Quan Filip va repudiar a Olímpies aquesta va marxar a l'Epir, a posar-se sota la protecció del seu germà Alexandre I de l'Epir, al que va demanar que fes la guerra a Filip. Alexandre s'hi va negar i va mantenir l'aliança i Filip li va donar la seva filla Cleòpatra com a esposa. L'any 336 aC Cleòpatra es va casar amb Alexandre al magnífic teatre de la ciutat d'Egas. Durant les festes de la boda el rei Filip II va ser assassinat per Pausànies d'Orèstia, un dels seus somatofílacs o guàrdies personals, com explica Diodor de Sicília. Alexandre i Cleòpatra van anar de seguit cap a l'Epir. Allí va néixer al cap d'un any Neoptòlem II de l'Epir i a l'altre any una filla, Cadmeia.
L'any 334 aC Alexandre se'n va anar a la Magna Grècia a lluitar contra els lucans i els brucis, i ella va assolir la regència. L'any 326 aC, Alexandre va morir assassinat per la traïció d'alguns lucans exiliats, i el jove Neoptòlem II va ser proclamat rei.
Cap a l'any 324 aC va tornar a Macedònia i la seva mare Olímpies va prendre el control de l'Epir. Després de la mort del seu germà l'any 323 aC va ser demanada en matrimoni per diversos generals, que pensaven reforçar la seva influència casant-se amb la germana d'Alexandre. El primer va ser Lleonat i es diu que va parlar amb Èumenes de Cardia i li va dir que havia rebut una promesa de matrimoni. Després de la mort de Lleonat el 322 aC, s'hi va voler casar Perdicas d'Orèstia, i a la seva mort el 321 aC, Cassandre, Lisímac de Tràcia i Antígon. Ella va refusar totes les ofertes. Es trobava a Sardes on pràcticament era una presonera i finalment va acceptar l'oferta de matrimoni de Ptolemeu I Soter, però quan anava a marxar, Antígon la va capturar i la va fer retornar novament a Sardes on va ser assassinada el 308 aC. Antígon que segurament en va ordenar la mort, li va oficiar un gran funeral.